# Guillermo Rodríguez-Melgarejo
Guillermo Rodríguez-Melgarejo (ur. 20 maja 1943 w Buenos Aires, zm. 4 stycznia 2021 tamże) – argentyński duchowny rzymskokatolicki, w latach 2003–2018 biskup San Martin.

## Życiorys
Święcenia kapłańskie przyjął 23 maja 1970 i został inkardynowany do archidiecezji Buenos Aires. Był m.in. ojcem duchownym miejscowego seminarium (1981-1991), wykładowcą Katolickiego Uniwersytetu Argentyny (1982–1994), a także archidiecezjalnym cenzorem (1992–1994).
25 czerwca 1994 został prekonizowany biskupem pomocniczym Buenos Aires oraz biskupem tytularnym Ucres. Sakry biskupiej udzielił mu 27 września tegoż roku kard. Antonio Quarracino. W latach 1999-2003 był sekretarzem generalnym argentyńskiej Konferencji Episkopatu.
30 maja 2003 ogłoszono jego nominację na biskupa biskup San Martin. Ingres odbył 9 sierpnia 2003.
15 czerwca 2018 przeszedł na emeryturę.
Zmarł 4 stycznia 2021 w szpitalu w Buenos Aires w wieku 77 lat.